# Major Eszter Anna
Major Eszter Anna (Budapest, 1975. június 20. –) üvegművész, Kamera Hungária-díjas szerkesztő, a Magyar Alkotóművészek Országos Egyesületének tagja, a Televíziós Művészek Társaságának tagja.

## Élete

### Magánélete
Major Eszter Anna édesapja Major Sándor televíziós szerkesztő, rendező, a híres Szülőföldemen portrésorozat szellemi atyja, édesanyja ének-rajz szakos tanárnő. A Városmajori Gimnáziumban érettségizett, majd a Liszt Ferenc Zeneművészeti Egyetemen diplomázott. 2005-ben hozzáment Petőcz Tamás AndA rendező-festőművészhez.

## Televíziós pályafutása
Pályáját a Magyar Televízió Ferencsik János Karmesterversenyének idegen nyelvű riportereként kezdte (angol, német, olasz), majd a Duna Televízió Maratoni Koncertek szerkesztője és műsorvezetője volt. 2000-2008 a Duna Televízió művészeti szerkesztőségének tagja, művészeti műsorok felelős- és főszerkesztője, heti és napi kulturális magazinok szerkesztője, műsorvezetője, elő és tematikus napok és adások felelőse, reggeli műsor rovatszerkesztője, délutáni matiné kulturális szerkesztője, önálló dokumentum-és portréfilmek alkotója. Eötvös Péterről készített Tálentum c. portréfilmje a 2002-es Kamera Hungária Televíziós Műsorok Fesztiválján a szerkesztő-riporter-stúdióbeszélgetés kategóriában győztes lett. 2009 és 2012 között a Story4 kereskedelmi csatorna szerkesztőjeként dolgozik, majd 2012-től újra a közszolgálatban szerkeszt külsős munkatársként (M1, M2, Duna Televízió).

### Filmográfia
| Duna Televízió                                           |
| A Zene Arcai komolyzenei magazin – szerkesztő            |
| Összkép kulturális magazin – főszerkesztő, műsorvezető   |
| Indul a nap, Kalendárium –kulturális rovatszerkesztő     |
| Gong c. művészeti magazin – felelős szerkesztő           |
| Kikötő c. napi kulturális magazin- felelős szerkesztő    |
| Dunatér c. kulturális programajánló – felelős szerkesztő |
| Kultikon c. kulturális magazin – szerkesztő              |

| Story 4                                                |
| Exit c. kulturális magazin                             |
| Minden, ami nő életmódmagazin                          |
| Lakosztály – lakberendezési magazin                    |
| A Szomszéd főztje c. gasztroshow főszerkesztő, kreatív |
| Jakupcsek, mert érdekel – szerkesztő                   |
| Szerencsekerék gameshow                                |
| ÁtVágó gameshow                                        |
| Napi Sztori sztárhíradó                                |
| Tudatfeletti c. mentalista show                        |
| Túrakommandó turisztikai reality – főszerkesztő        |

| Magyar Televízió                                               |
| M1 csatorna Életkerék c. doku-reality magazin- szerkesztő      |
| M2 csatorna Nagyszünet c. gyermekműsor – főszerkesztő, kreatív |

### Önálló alkotások
| Tükör |
| Tálentum szerkesztő (Ács József, Pitti Katalin, Sas Sylvia, Bogányi Gergely, Rost Andrea, Domokos Mátyás, Czigány György, Kocsis Zoltán, Tabányi Mihály, Haumann Péter, Hefter László, Takáts Gyula…) |
| In memoriam Németh László dokumentumfilm |
| Álomból valóság- dokumentumfilm |
| Elveszejtett és megtaláltatott- dokumentumfilm |
| Magyarország az Európai Unióban- dokumentumfilm |
| 10 éves a Danubia Ifjusági Szimfonikus Zenekar-dokumentumfilm |
| Hétre ma várom a Nemzetinél –a Nemzeti Színház története- dokumentumfilm |
| Összefoglaló a Filmszemlékről |
| Összefoglaló a Kisvárdai Határon Túli Színházak Fesztiváljáról |
| a Zempléni Művészeti Napokról, a Budafestről |
| a Budapesti Tavaszi Fesztiválról |
| Hidak Európában – az Európai Magyar Kulturális Intézetek bemutatása –dokumentumfilm sorozat |
| Alberto Giacometti dokumentumfilm |
| A Magyar Festészet Napja tematikus nap |
| Portréfilm Mécs Károlyról- a Magyar Művészeti Akadémia megrendelésére |
| A Zenekar c. dokumentumfilm-széria Both Miklóssal |

## Üvegművészi pályafutás
Művésznevén MANNA 2004-2008 a Szimultán Művészeti Iskolában szerzett ólomüvegkészítő, üvegfestő diplomát, mesterei: Török Sára Eszter, Bukta Norbert, példaképe és mestere: Hefter László. A Magyar Alkotóművészek Egyesülete 2006-ban tagjai közé fogadta, az egyesület 2008-as Országos Iparművészeti Pályázatának egyik nyertese volt A semmi ágán című pályamunka sorozatával. Munkáinak érdekessége, hogy grafikus momentumokkal és jelekkel tágítja az amúgy szakrális előtörténetű üvegművészet határait. Munkái között szerepelnek nonfiguratív, absztrakt munkák, valamint grafikusan megvalósított csendéletek. Alkotásai sorozatokra oszthatók, üvegképei a képzőművészet és iparművészet közös mezsgyéjén mozognak: képei egyszerre szolgálják az alkalmazott iparművészet dekoráló-gyönyörködtető funkcióját és a képzőművészet, a táblaképek elvontabb világát. Róla és Petőcz Tamás AndÁról Színek és fények címmel készült kettősportré 2010-ben.

### Kiállítások

#### Csoportos kiállítások
| Szimultán Művészeti Iskola évzáró kiállítása (2005)                                                      |
| Rubin Hotel társalgója (2006)                                                                            |
| Duna Galéria – a MAOE új tagjainak PREMIER tárlata (2007)                                                |
| Szimultán Művészeti Iskola (2008)                                                                        |
| Új Buda Galéria karácsonyi kiállítás (2008)                                                              |
| Olof Palme Ház – Országos Iparművészeti Pályázatának pályanyertes műveiből nyílt tárlata (2008)          |
| Fonó Budai Galéria – Dialóg nélkül (Petőcz Tamás AndÁval – 2009)                                         |
| Mátraderecske Mofetta – A 3.és 4. Párnafesztivál keretében kiállítás Petőcz Tamás AndÁval (2013 és 2014) |
| Iparművészeti Múzeum – Kreatív Művészetek Vására (2014)                                                  |

#### Egyéni kiállítások
| New Brooklyn Kávézó – Fénytöredékek (2006)                         |
| Szentendre Milantróp Éjszakák – Fegyelmezett álom (2008)           |
| Szentendrei Őszi Fesztivál – Jakabos Étterem – A Semmi ágán (2009) |
| Costa Coffee – Átjáró (2010)                                       |
| Rubin Hotel – Találkozások (2011)                                  |
| Kisnánai Vár – Kitárulkozva (2012)                                 |
| Erzsébet Ligeti Színház – Üvegrajzok (2014)                        |

### Díjak, elismerések
Kamera Hungária-díj (szerkesztő-riporter kategória – 2002 – Tálentum, Eötvös Péter zeneszerző)

## Publikációk
EXIT c.kulturális magazin – komolyzenei írások
Túrakommandó album – szerkesztő

## Impresszum
- Kikötő 2009.03.11.
- DunaTér 2008.07.07
- Színek és fények portré 2010.12.12.
- Bartók Rádió Muzsikáló Délután 2014.11.12.